# 東池袋52
東池袋52（ひがしいけぶくろフィフティーツー）は、日本の女性アイドルグループである。クレディセゾンおよび関係会社の女性社員により、社内外へのブランディングの一環として、2017年に結成された。2022年6月30日で5年2か月の活動を終了することを発表し、同日に予定通り活動を終了した。

## 略歴

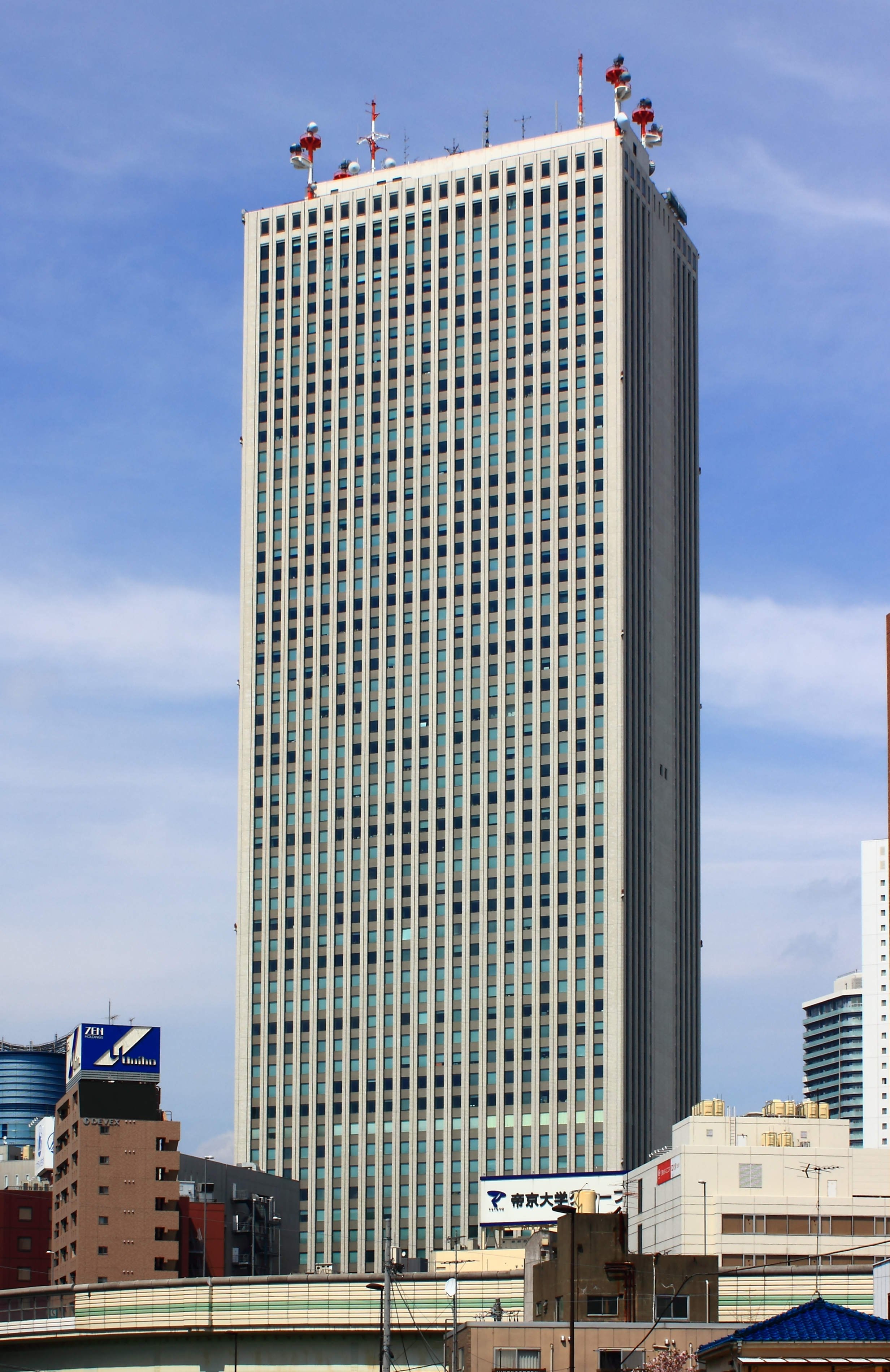
サンシャイン60

グループ名の「東池袋52」は、クレディセゾンの本社が所在する東京都豊島区東池袋のサンシャイン60の52階を由来とする。
櫻坂46の前身である欅坂46（以下現在記述省略）が、2016年（平成28年）11月30日に発売したシングル「二人セゾン」への勝手にアンサーソングとして、2017年（平成29年）5月19日に、1stシングル「わたしセゾン」がリリースされた。東池袋52は、欅坂46をプロデュースする秋元康との直接的な関係はないものの、秋元本人も了承しているグループである。
当初クレディセゾンは欅坂46とのタイアップを想定していたが、欅坂46が既にマネーパートナーズの発行するマネパカード宣伝部に就任（2016年11月21日 - 2018年4月20日）していたため、自社グループの女性社員による東池袋52が誕生した。東池袋52と欅坂46の共演は実現せずに、欅坂46が櫻坂46に改名したこと、また欅坂46は2019年3月からイオンカードのCMに起用されている（櫻坂46に改名後も出演を継続）こともあり、共演はほぼ困難な状況となっていた。
東池袋52を生み出した総合プロデューサーは、元クレディセゾン営業企画部長の相河利尚（通称・相河P）である。相河氏はテレビCMを中心にセゾンカードの全プロモーションを手掛けた経験を持つ。
「幸せのセゾン」の企画担当者は、東池袋52誕生前から関わっている元クレディセゾンブランディング戦略部長の相川耕平（通称・相川P）である。
2022年5月20日(金) デビュー5周年となるこの日、インスタグラム公式アカウントと公式HPにて2022年6月末をもってグループの解散が発表され、それに伴い公式アカウントと公式HPの閉鎖そしてCDとグッズのポイント交換を終了すると発表。そして、同日に予定通り解散した。

## 作品
CDは、販売は行われず、セゾンカード・UCカードのポイントサービスである永久不滅ポイントとの交換でのみ入手可能であった。ミュージック・ビデオはクレディセゾンの公式YouTubeチャンネルである永久不滅チャンネルにおいて視聴できる。また、各曲は、Amazon EchoのAlexaスキル「東池袋52」で聴くことができるほか、音楽ストリーミングサービス（Amazon Music Unlimited / Spotify / LINE MUSIC / KKBOX / レコチョク / Google Play Music / YouTube Music / AWA / うたパス）でも聞くことができる。

### シングル
| # | リリース日     | タイトル     | 販売形態 | PV                                                                                    | 備考                                                       |
| - | -------------- | ------------ | -------- | ------------------------------------------------------------------------------------- | ---------------------------------------------------------- |
| 1 | 2017年5月19日  | わたしセゾン | CD       | サンシャインシティにて撮影                                                            | 永久不滅ポイントとの交換限定(※現在は交換受付終了)、YouTube |
| 2 | 2017年8月25日  | なつセゾン   | -        | ダンス選抜7名 （高柳茉里, 藤本栞菜, 前田彩季, 池田佳穂, 磯梓咲, 渡邉ゆりえ, 青柳瑛菜) | WEB（YouTube）                                             |
| 3 | 2017年10月5日  | あきセゾン   | -        |                                                                                       | WEB（YouTube）                                             |
| 4 | 2017年12月15日 | 雪セゾン     | -        | サンシャインシティとその周辺にて撮影                                                  | WEB（YouTube）                                             |
| 5 | 2018年8月20日  | 愛セゾン     | -        | スタジオセット収録                                                                    | WEB（YouTub）                                              |
| 6 | 2019年9月18日  | 幸せのセゾン | -        | @JAM EXPO 2019ステージ                                                                | WEB（YouTub）                                              |

### アルバム
| # | リリース日     | タイトル                               | 販売形態 | 備考                                         |
| - | -------------- | -------------------------------------- | -------- | -------------------------------------------- |
| 1 | 2017年12月15日 | ALL Seasons Best「人生楽しい人の勝ち」 | CD       | 永久不滅ポイント交換限定 ※現在は交換受付終了 |
| 2 | 2019年12月11日 | ALL Time Best 2017-2019                | CD       | 永久不滅ポイント交換限定 ※現在は交換受付終了 |

### 配信限定
| # | リリース日    | タイトル                                              | 販売形態 | 備考                                                        |
| - | ------------- | ----------------------------------------------------- | -------- | ----------------------------------------------------------- |
| 1 | -             | わたしセゾン アコースティック Ver.                    | -        | Alexaスキル ALL Time Best 2017-2019(CDアルバム)でも聴取可能 |
| 2 | 2019年9月18日 | 幸せのセゾン（VTuber ver.） 幸せのセゾン（Real ver.） | -        | 音楽ストリーミングサービス（上記9サービス限定）             |

#### コラボレーション等
| # | リリース日（公開日） | タイトル         | 販売形態 | 備考 |
| - | -------------------- | ---------------- | -------- | --- |
| 1 | 2019年10月2日        | ごめんね、けんぽ | -        | 健康保険組合連合会の「10万ツイート達成してみんなの声を国会に届けるぞプロジェクト」MV （健康保険組合連合会公式YouTubeチャンネル限定） ※現在公式YouTubeチャンネルでは非公開扱い |

## メンバー

### オリジナルメンバー
| 名前         | よみ            | 誕生日   | 所属                                         | 備考           |
| ------------ | --------------- | -------- | -------------------------------------------- | -------------- |
| 青柳瑛菜     | あおやぎ えいな | 9月12日  | クレディセゾン東京支社                       |                |
| 朝比奈志穂子 | あさひな しほこ | 1月1日   | クレディセゾンデジタルマーケティング部       |                |
| 海老根由香   | えびね ゆか     | 3月10日  | セブンCSカードサービス営業推進部             |                |
| 太田麻友     | おおた まゆ     | 4月28日  | クレディセゾンデジタルマーケティング部       |                |
| 斉藤綾音     | さいとう あやね | 12月2日  | クレディセゾン東北支社                       |                |
| 高柳茉里     | たかやなぎ まり | 11月21日 | クレディセゾン加盟店企画部                   | ダンスリーダー |
| 田中毬菜     | たなか まりな   | 2月17日  | クレディセゾン加盟店企画部                   |                |
| 中谷仁美     | なかや ひとみ   | 1月13日  | クレディセゾンアフィニティ営業部             |                |
| 中野未来     | なかの みく     | 12月18日 | クレディセゾン関西支社                       |                |
| 中村香織     | なかむら かおり | 5月8日   | クレディセゾンリース&レンタル部              |                |
| 畑山みき     | はたやま みき   | 3月30日  | クレディセゾン神奈川支社                     |                |
| 藤田もも     | ふじた もも     | 10月20日 | クレディセゾンテクノロジーセンター           |                |
| 松浦愛       | まつうら あい   | 9月12日  | クレディセゾン営業企画部                     |                |
| 松尾美帆     | まつお みほ     | 11月24日 | クレディセゾン関西支社                       |                |
| 水島朝美     | みずしま あさみ | 3月2日   | クレディセゾンブランディング戦略部           | マネジャー兼任 |
| 宮内亜美     | みやうち あみ   | 2月24日  | クレディセゾン総務部                         |                |
| 森瑞帆       | もり みずほ     | 9月9日   | セブンCSカードサービス営業推進部             |                |
| 森田結香     | もりた ゆいか   | 4月30日  | クレディセゾン加盟店企画部                   |                |
| 横溝杏奈     | よこみぞ あんな | 8月3日   | クレディセゾン大阪インフォメーションセンター |                |
| 渡邉ゆりえ   | わたなべ ゆりえ | 1月28日  | クレディセゾンデジタルマーケティング部       |                |

### 2期メンバー
| 名前       | よみ              | 誕生日   | 所属                                         | 備考                                            |
| ---------- | ----------------- | -------- | -------------------------------------------- | ----------------------------------------------- |
| 尾家瑠璃子 | おいえ るりこ     | 12月4日  | クレディセゾン東京支社                       |                                                 |
| 金澤萌依   | かなざわ もえ     | 4月20日  | クレディセゾン神奈川支社                     |                                                 |
| 熊野葵     | くまの あおい     | 6月30日  | くらしのセゾン                               | 2期初期よりメンバ。『ごめんね、けんぽ』センター |
| 坂上博美   | さかうえ ひろみ   | 1月21日  | セゾンファンデックス不動産ファイナンス事業部 |                                                 |
| 杉本幸穂   | すぎもと ゆきほ   | 6月13日  | クレディセゾン関西支社                       |                                                 |
| 角谷沙織   | すみや さおり     | 1月28日  | クレディセゾン東京支社                       |                                                 |
| 高丸志織   | たかまる しおり   | 7月28日  | クレディセゾンデジタルサービス部             | 2期初期よりメンバー。『幸せのセゾン』センター   |
| 田代衣梨花 | たしろ えりか     | 4月10日  | クレディセゾン神奈川支社                     |                                                 |
| 鳥山菜摘   | とりやま なつみ   | 9月21日  | クレディセゾン東京支社                       |                                                 |
| 長松容子   | ながまつ ひろこ   | 8月24日  | クレディセゾン関西支社                       |                                                 |
| 原綾那     | はら あやな       | 10月17日 | セゾンパーソナルプラス営業推進部             | 2期初期よりメンバー。                           |
| 古井亜実   | ふるい あみ       | 3月25日  | クレディセゾン東京途上管理センター           | 2期初期よりメンバー。                           |
| 松尾愛夢   | まつお あむ       | 7月21日  | クレディセゾン神奈川支社                     |                                                 |
| 水戸彩乃   | みと あやの       | 10月22日 | クレディセゾン北関東支社                     |                                                 |
| 竜崎詩織   | りゅうざき しおり | 8月20日  | クレディセゾン神奈川支社                     |                                                 |

### 3期メンバー
| 名前         | よみ            | 誕生日   | 所属                               | 備考                                                                             |
| ------------ | --------------- | -------- | ---------------------------------- | -------------------------------------------------------------------------------- |
| 石橋朋美     | いしばし ともみ | 3月2日   | クレディセゾン関西支社             |                                                                                  |
| 喜多村明日香 | きたむら あすか | 12月13日 | クレディセゾンブランディング戦略部 | 『あきセゾン』ボーカルソロ。サポートメンバーとして『わたしセゾン』から歌唱に参加 |
| 小出いくみ   | こいで いくみ   | 12月7日  | アトリウム業務管理部               |                                                                                  |
| 島村英里     | しまむら えり   | 11月30日 | クレディセゾン北関東支社           |                                                                                  |
| 中村穂乃香   | なかむら ほのか | 8月16日  | クレディセゾン東京支社             |                                                                                  |
| 西村紗利亜   | にしむら さりあ | 2月22日  | セゾンパーソナルプラス営業推進部   |                                                                                  |

### 4期メンバー
| 名前       | よみ          | 誕生日  | 所属                                       | 備考                                 |
| ---------- | ------------- | ------- | ------------------------------------------ | ------------------------------------ |
| 梅木菜々子 | うめき ななこ | 5月10日 | オムニバスストラテジー＆ソリューションDiv. | @JAM EXPO 2019にて、ステージデビュー |
| 岡野紗奈   | おかの さな   | 2月15日 | クレディセゾン関西支社                     | @JAM EXPO 2019にて、ステージデビュー |
| 片山莉菜   | かたやま りな | 11月1日 | クレディセゾン東京支社                     | @JAM EXPO 2019にて、ステージデビュー |
| 寺田唯     | てらだ ゆい   | 4月10日 | アトリウム資産運用部                       | @JAM EXPO 2019にて、ステージデビュー |
| 平間美衣   | ひらま みい   | 1月5日  | セゾンパーソナル営業推進部                 | 『ごめんね、けんぽ』でダンスデビュー |
| あおい     | あおい        | 10月1日 | クレディセゾン東京支社                     | Vtuber                               |
| まりん     | まりん        | 7月15日 | クレディセゾン東京支社                     | Vtuber                               |
| わかば     | わかば        | 5月4日  | クレディセゾン東京支社                     | Vtuber                               |

### 公式サイトに以前掲載されていたが現在掲載されていないメンバー
| 名前       | よみ            | 誕生日   | 公式サイト掲載時の所属                     | 備考                                                              | 活動期間               |
| ---------- | --------------- | -------- | ------------------------------------------ | ----------------------------------------------------------------- | ---------------------- |
| 藤本栞菜   | ふじもと かんな | 8月20日  | クレディセゾン九州支社                     | オリジナルメンバー 現ホークス公式ダンスチーム「ハニーズ」メンバー | 2017年5月〜2018年12月  |
| 池田佳穂   | いけだ かほ     | 12月19日 | クレディセゾンポイントビジネス部           | オリジナルメンバー                                                | 2017年5月〜2019年8月   |
| 磯梓咲     | いそ あずさ     | 9月13日  | キュービタス東京インフォメーションセンター | オリジナルメンバー                                                | 2017年5月〜2019年8月   |
| 小賀坂成美 | こがさか なるみ | 3月14日  | クレディセゾン神奈川支社                   | 2期メンバー                                                       | 2017年9月〜2019年8月   |
| 前田彩季   | まえだ さき     | 4月3日   | クレディセゾン東京支社                     | オリジナルメンバー                                                | 2017年5月〜2019年9月   |
| 大山麻希   | おおやま まき   | 1月11日  | JBMコンサルタント人材育成事業部            | 3期メンバー                                                       | 2018年8月〜2019年12月  |
| 源佳奈子   | みなもと かなこ | 8月3日   | クレディセゾンポイントビジネス支社         | 2期メンバー                                                       | 2017年10月〜2019年12月 |
| 橋口真琳   | はしぐち まりん | 12月16日 | オムニバスストラテジー＆ソリューションDiv. | 3期メンバー、『愛セゾン』ボーカルセンター。                       | 2018年8月〜2020年3月   |
| 秋庭真由香 | あきば まゆか   | 8月2日   | クレディセゾン関西支社                     | 4期メンバー                                                       | 2019年8月〜2020年5月   |

メンバーの卒業について
運営や本人からの発表がないため、公式サイトのメンバー一覧から名前と写真が突如として消えて、卒業した事が明らかになる形式になっている。
卒業後にハニーズのチアを1年間務めた藤本栞菜を除いて公の場での活動が確認された元メンバーはいないが、元メンバーと一緒に東池袋52のコンサートを観覧したとファンからの情報もある。
(ちなみに藤本栞菜のハニーズでの背番号は52だった)
橋口真琳については、メンバー表から名前が消える直前の2020年3月13日(金)のインスタライブに渡邊ゆりえと共に出演し、終了後の感想で【東池袋52の活動を振り返るいい機会になりました】とコメントしている。

## 制作スタッフ
わたしセゾン
制作広告会社： 株式会社 I&S BBDO
制作会社： 株式会社ドラゴン東京
作詞：仲畑貴志
作曲：多田慎也
振付：みつばちまき、SHU110（振付屋かぶきもん）
映像監督：中村浩紀
カメラマン：ナカムラユーキ
音楽プロデューサー：松尾祐輔
ヘアメーク：ISINO
スタイリスト：ゴウダアツコ
制作プロデューサー：瀬戸達也、中村潤一

## ミュージック・ビデオ
YouTubeで公開されている1stシングル「わたしセゾン」と4thシングル「雪セゾン」のミュージック・ビデオは、サンシャインシティや池袋駅東口周辺で撮影された。

## 出演

### テレビ

#### メンバー出演
- マチコミ（2018年2月28日、テレビ埼玉）
- 街美女アルバム 東池袋52 Special[33]（2018年3月3日,10日,17日,24日、テレビ埼玉）
  - 出演：池田佳穂、高柳茉里、熊野葵、坂上博美
- びじんらーめん[34]（2019年6月30日、テレビ北海道）
  - 出演：宮内亜実

#### グループの紹介
- シューイチ（2017年5月28日、日本テレビ）
- めざましテレビ（2017年5月30日、フジテレビ）
- ZIP!（2017年9月22日、日本テレビ）

#### コラボレーション
- 街美女アルバム 東池袋52 Special（2018年3月3日 - 3月24日、テレビ埼玉）[33]

#### 楽曲使用
- マチコミ 3月エンディング曲「雪セゾン」（2018年3月、テレビ埼玉）

### ラジオ

#### メンバー出演
- TENTSENSのミッドナイトマンデー（2017年7月24日、AIR-G'）
- SAISON cafe RADIO 〜東池袋52 人生楽しい人の勝ち〜（2018年1月21日、ニッポン放送）
- monaka・GOGOMONZ・キラスタ（2018年2月12日、NACK5）
- 上原隆 はたらくラジオ（2018年12月、ニッポン放送）
- Saturday Bravo!（2018年12月15日・22日、湘南マジックウェイブ）
- TENTSENSのミッドナイトチューズデー（2019年11月20日、FM北海道）

#### グループの紹介
- The News Masters TOKYO（2017年10月5日、文化放送）
- 渡部陽一 明日へ喝!（2017年10月8日、ニッポン放送）

### CM

#### メンバー出演
- セゾンカード・UCカードのApple Pay（2018年1月22日 - 1月31日、日本テレビ）（2018年2月1日 - 3月15日、TBS、テレビ朝日、テレビ東京、読売テレビ、毎日放送、朝日放送、中京テレビ、札幌テレビ、福岡放送）

#### 番組内CM
- AKB48 オールナイトニッポン（2017年5月24日・5月31日・6月7日・6月14日・6月21日、ニッポン放送）
- 乃木坂46・新内眞衣のオールナイトニッポン0（2017年5月24日・5月31日・6月7日・6月14日・6月21日、ニッポン放送）
- 欅坂46 こちら有楽町星空放送局（2017年5月26日、6月2日・6月9日・6月16日、ニッポン放送）
- 土屋礼央 レオなるど（2017年5月31日、ニッポン放送）
- CS（2017年6月1日 - 6月14日、MTV、MUSIC ON! TV）
- レコメン!（2017年10月9日・10月11日・10月16日・10月18日・10月23日・10月25日・10月30日・11月1日・11月6日・11月8日・11月13日・11月15日・11月20日・11月22日・11月27日・11月29日、文化放送）

#### その他ビデオ
- コスタクルーズ[35]（2018年11月19日〜、「COSTA CRUISE × 東池袋52」 YouTube 永久不滅チャンネル）
- 健康保険MV「ごめんね、けんぽ」東池袋52[36][37]（2019年10月2日〜、YouTube 健康保険組合連合会）

### イベント

#### 2017年
- 「東池袋52」ファーストステージ@横浜・川崎（2017年8月12日、髙島屋横浜店・ラゾーナ川崎）
- @JAM EXPO 2017[38]（2017年8月26日、横浜アリーナ）
- タモリカップ（2017年9月9日、横浜ベイサイドマリーナ）
- 埼玉西武ライオンズ戦（2017年9月17日、メットライフドーム）
- ジャズドリーム長島（2017年9月23日）
- 逗子SEASIDE PET FESTA（2017年10月7日、リビエラ逗子マリーナ）
- 池袋本町ふれあい祭り（2017年10月9日、池袋本町公園）
- 福岡クリスマスマーケット2017（2017年12月8日、JR博多駅前広場、福岡市役所西側ふれあい広場）
- サンシャインシティ"Make" a Christmas wish クリスマスライブ[39]（2017年12月23日、サンシャインシティ噴水広場）

#### 2018年
- ZIP-FM HOLIDAY SPECIAL セゾンカード･UCカード presents New Year Wave ライブ（2018年1月8日、中部国際空港（セントレア））
- ダンスステージ&ウエディングドレスファッションショー（2018年2月3日、髙島屋大阪店）
- 宝生会特別能楽ワークショップ公演×SAKURA COLLECTION（2018年3月1日）
- としまMONOづくりメッセ ショートLIVE（2018年3月3日、サンシャインシティ展示ホールB）
- 横浜ビー・コルセアーズ ホームゲーム「東池袋52 mini LIVE」（2018年3月11日）
- 高島屋港南台店 ミニライブ（2018年5月3日）
- 第29回 広瀬川灯ろう流し（2018年8月20日、仙台）
- @JAM EXPO 2018[40]（2018年8月25日、横浜アリーナ、27名参加）
- 三井アウトレットパーク 仙台港（2018年9月29日）
- HAMA LADIES STYLE ファッションショー/［タカシマヤ スタイルオーダーサロン］ファッショントークショー/東池袋52ライブ＆横浜タカシマヤダンスユニットパフォーマンス（2018年10月7日）
- 第17回池袋本町ふれあいまつり（2018年10月7日）
- 柏髙島屋（2018年10月27日）
- 湘南にのみやふるさとまつり（2018年11月11日）
- 横浜タカシマヤ・港南台タカシマヤ（2018年12月12日）
- サンシャインシティ噴水広場 クリスマスライブ[41]（2018年12月25日）

#### 2019年
- 神奈川県庁前 日本大通り「マグカル開放区」オープニングイベント（2019年1月13日）
- 横浜高島屋ピンクシャツデーイベント[42]（2019年2月24日）
- すがも染井吉野さくら祭り（2019年3月30日）
- 朝日新聞サッカー応援イベント「なでしこのちから」（2019年5月25日）
- 夏祭りinラゾーナ（2019年8月10日）
- @JAM EXPO 2019[43]（2019年8月25日、横浜アリーナ）
  - 「夏セゾン」は、渡邉ゆりえと前田彩季に加え、横溝杏奈、古井亜実、熊野葵、高丸志織、原綾那の新しい選抜メンバーでダンス
  - 「幸せのセゾン」初披露[22]
- 池袋本町ふれあい祭り（2019年10月13日、池袋本町公園）
- TOKYOユニコレ2019　ニッポン応援宣言[44]（2019年11月9日、六本木ヒルズ）
- 三井アウトレットパーク大阪鶴見（2019年12月14日、2部構成）
  - 出演：渡邉ゆりえ、横溝杏奈、高丸志織、田代衣梨花、長松容子、岡野紗奈、秋庭真由香
- サンシャインシティ噴水広場 クリスマスライブ（2019年12月24日）
  - 出演：渡邉ゆりえ、横溝杏奈、森田結香、藤田もも、古井亜実、喜多村明日香、高丸志織、坂上博美、鳥山菜摘、西村紗利亜、熊野葵、原綾那、角谷沙織、橋口真琳、島村英里、寺田唯、梅木菜々子、平間美衣
  - 「夏セゾン」は、渡邉ゆりえ、横溝杏奈、古井亜実、熊野葵、高丸志織、原綾那によるダンスパフォーマンス[45]

#### 2020年
- 神奈川県庁前 日本大通り「マグカル開放区」1周年イベント（2020年1月12日）
  - 出演：渡邉ゆりえ、古井亜実、西村紗利亜、原綾那、梅木菜々子
  - セットリスト：1.わたしセゾン 2. 愛セゾン 3. 雪セゾン 4. 幸せのセゾン
- ピンクシャツデー2020 in神奈川[46]（2020年2月24日）
  - 出演：渡邉ゆりえ、藤田もも、橋口真琳、松尾愛夢、寺田唯、平間美衣
  - セットリスト：午前：1.雪セゾン 2. 愛セゾン 午後：1. わたしセゾン 2. 幸せのセゾン
- 【神奈川バーチャル開放区】東池袋52 わたしセゾン[47]（2020年7月13日〜）
  - 出演：渡邉ゆりえ、藤田もも、高丸志織